# Self (lenguaje de programación)
Self es un lenguaje de programación orientado a objetos desarrollado por Sun Microsystems. Puede decirse que es un sucesor de Smalltalk, y en algunos casos se considera una evolución de este.
Self está basado en la idea de Prototipos, a diferencia de la mayoría de los lenguajes orientados a objetos que utilizan clases.